# Noel Redding
Noel David Redding (ur. 25 grudnia 1945 w Folkestone w Anglii, zm. 11 maja 2003 w Country Cork w Irlandii) – brytyjski gitarzysta rockowy, sławę uzyskał grając jako basista w The Jimi Hendrix Experience.

## Życiorys
Jako dziewięciolatek, Noel Redding grał na skrzypcach w szkole muzycznej, następnie na mandolinie i ostatecznie na gitarze. Jego pierwsze występy przed publicznością odbywały się w Hythe Youth Club oraz w Harvey Grammar School w Hythe w hrabstwie Kent.
Pierwszymi zespołami Noela Reddinga były:
- The Strangers: John „Andy” Andrews (gitara basowa)
- The Lonely Ones: 1961 – John Andrews (bass), Bob Hiscocks (gitara rytmiczna); Mick Wibley (perkusja),

Pete Kircher (wokal w '62 perkusja).
- The Loving Kind: 1966 z Pete Kircher, Carter (perkusja); Jim Leverton (bass); oraz Derek Knight (wokal)

W wieku 17 lat został profesjonalnym muzykiem i regularnie koncertował w Szkocji i w Niemczech, razem z grupą Neil Landon i The Brunettes, założoną w roku 1962 oraz The Loving Kind założonej w październiku 1965 roku. W październiku 1966 r. został wybrany przez Chasa Chandlera na basistę The Jimi Hendrix Experience. W 1969 odszedł z zespołu z powodu nieporozumień oraz częstych kłótni z Jimim Hendrixem. Ostatni koncert Noela Reddinga z The Experience miał miejsce w czerwcu 1969 podczas Denver Pop Festival. Mimo iż występował w innych zespołach przed i po śmierci Hendrixa, nigdy nie odniósł wielkiego sukcesu. W 1972 roku Redding odszedł z przemysłu muzycznego i osiedlił się w Clonakilty w Irlandii.
W 1968, na krótko przed opuszczeniem The Experience, muzyk wraz z innymi muzykami z hrabstwa Kent, którymi byli: Neil Landon (wokalista The Brunettes), Jim Leverton oraz Eric Dillon – doprowadził do powstania formacji Fat Mattress. Przez krótki czas grał z nimi także Martin Barre, na krótko przed dołączeniem do Jethro Tull. Wiosną 1969 roku menedżer grupy Chas Chandler wysłał ją do Stanów Zjednoczonych razem z The Jimi Hendrix Experience, zaś w czerwcu załatwił kontrakt na nagranie płyty w Polydor Records. 15 sierpnia 1969 wyszedł ich debiutancki album Fat Mattress. Wydana w 1970 roku płyta Fat Mattress II okazała się słabsza od poprzedniego krążka, w związku z czym firma Polydor nie przedłużyła kontraktu i wkrótce zespół zakończył działalność.
Menedżer Jimiego Hendrixa, Michael Jeffery krótko po słynnym Festiwalu Woodstock, próbował reaktywować The Experience w oryginalnym składzie. W tym okresie opublikowano wywiady Hendrixa, Reddinga oraz Mitchella w magazynie Rolling Stone, lecz nie przyniosło to żadnego skutku. Noel zajął się więc innymi projektami muzycznymi.
W Los Angeles dołączył do zespołu hardrockowego Road, który nagrał jeden album, zatytułowany tak samo jak nazwa grupy, czyli „Road” (1972).
W 1972 Noel Redding przeprowadził się do Irlandii, gdzie założył zespół The Noel Redding Band. W składzie znaleźli się: Eric Bell z Thin Lizzy, Dave Clark, Les Sampson oraz Robbie Walsh. Grupa nagrała dwa albumy dla wytwórni RCA, odbyła trzy tournée w Holandii, dwa w Anglii i jedno w Irlandii. Ponadto The Noel Redding Band odbył krótką dziesięciodniową trasę po Stanach Zjednoczonych. Zespół rozpadł się z powodu nieporozumień z wydawcą.
W swojej książce Are you experienced? (napisanej wspólnie z Carol Appleby) Redding opowiada o tym jak został odcięty od zysków ze sprzedaży nagrań The Jimi Hendrix Experience. W 1974 roku został zmuszony do sprzedaży swoich praw do tantiem z nagrań The Experience. Otrzymał 100 tysięcy funtów jako rekompensatę, po tym jak dowiedział się od wydawcy, iż nagrania The Experience nie będą więcej wydawane. Miało to miejsce w czasach przed wynalezieniem płyt CD i DVD, których z nagraniami Hendrixa sprzedano miliony. Do końca swojego życia Redding na drodze sądowej planował odzyskać swoje pieniądze, szacowane na 3,026 mln funtów, od wydawców Jimiego Hendrixa.
Noel Redding sporadycznie nagrywał jako sideman i występował, okazjonalnie biorąc udział w sesjach nagraniowych wykonawców takich jak: Thin Lizzy, czy Traffic. Ponadto w 1993 roku występował razem z grupą rockową Phish.
Znaleziono go martwego w jego domu w Country Cork, 11 maja 2003 roku. Nie ustalono dokładnej przyczyny jego śmierci. Miał 57 lat. Mieszkańcy Ardfield wystawili tablicę upamiętniającą jego dokonania.
W roku 2004 wytwórnia Experience Hendrix, LLC wydała płytę Noel Redding: The Experience Sessions. Poza wydanymi wcześniej nagraniami („She’s So Fine” i „Little Miss Strange”) płyta zawiera rzadkie i wcześniej niepublikowane utwory Reddinga, nagrane wspólnie z zespołem The Experience. Większość nagrań to tzw. outtakes z płyt „Axis: Bold as Love” i „Electric Ladyland”, które zawierają nagrania z Reddingiem grającym na gitarze i Hendrixem grającym na basie. Album zawiera także nagraną na żywo wersję utworu „Red House” z Reddingiem grającym na gitarze rytmicznej.